# Детвиллер
Детвиллер (фр. Dettwiller [dɛt̪vilɛʁ], алем. нем. Dettweiler [dɛˑt̪.vilʀ]) — коммуна на северо-востоке Франции в регионе Гранд-Эст (бывший Эльзас — Шампань — Арденны — Лотарингия), департамент Нижний Рейн, округ Саверн, кантон Саверн.

## Географическое положение
Коммуна расположена в 8 км от Саверна (кантона) и в 36 км от Страсбурга (префектуры).
Площадь коммуны — 10,77 км², население — 2637 человек (2006) с тенденцией к стабилизации: 2628 человек (2013), плотность населения — 244,0 чел/км².

## Население
Население коммуны в 2011 году составляло 2699 человек, в 2012 году — 2669 человек, а в 2013-м — 2628 человек.
| 1962 | 1968 | 1975 | 1982 | 1990 | 1999 | 2006 | 2008 | 2011 | 2012 | 2013 |
| ---- | ---- | ---- | ---- | ---- | ---- | ---- | ---- | ---- | ---- | ---- |
| 2558 | 2626 | 2743 | 2598 | 2544 | 2584 | 2637 | 2635 | 2699 | 2669 | 2628 |

Динамика населения:

## Экономика
В 2010 году из 1688 человек трудоспособного возраста (от 15 до 64 лет) 1297 были экономически активными, 391 — неактивными (показатель активности 76,8 %, в 1999 году — 69,1 %). Из 1297 активных трудоспособных жителей работали 1174 человека (626 мужчин и 548 женщин), 123 числились безработными (58 мужчин и 65 женщин). Среди 391 трудоспособных неактивных граждан 101 были учениками либо студентами, 178 — пенсионерами, а ещё 112 — были неактивны в силу других причин.

## Достопримечательности (фотогалерея)

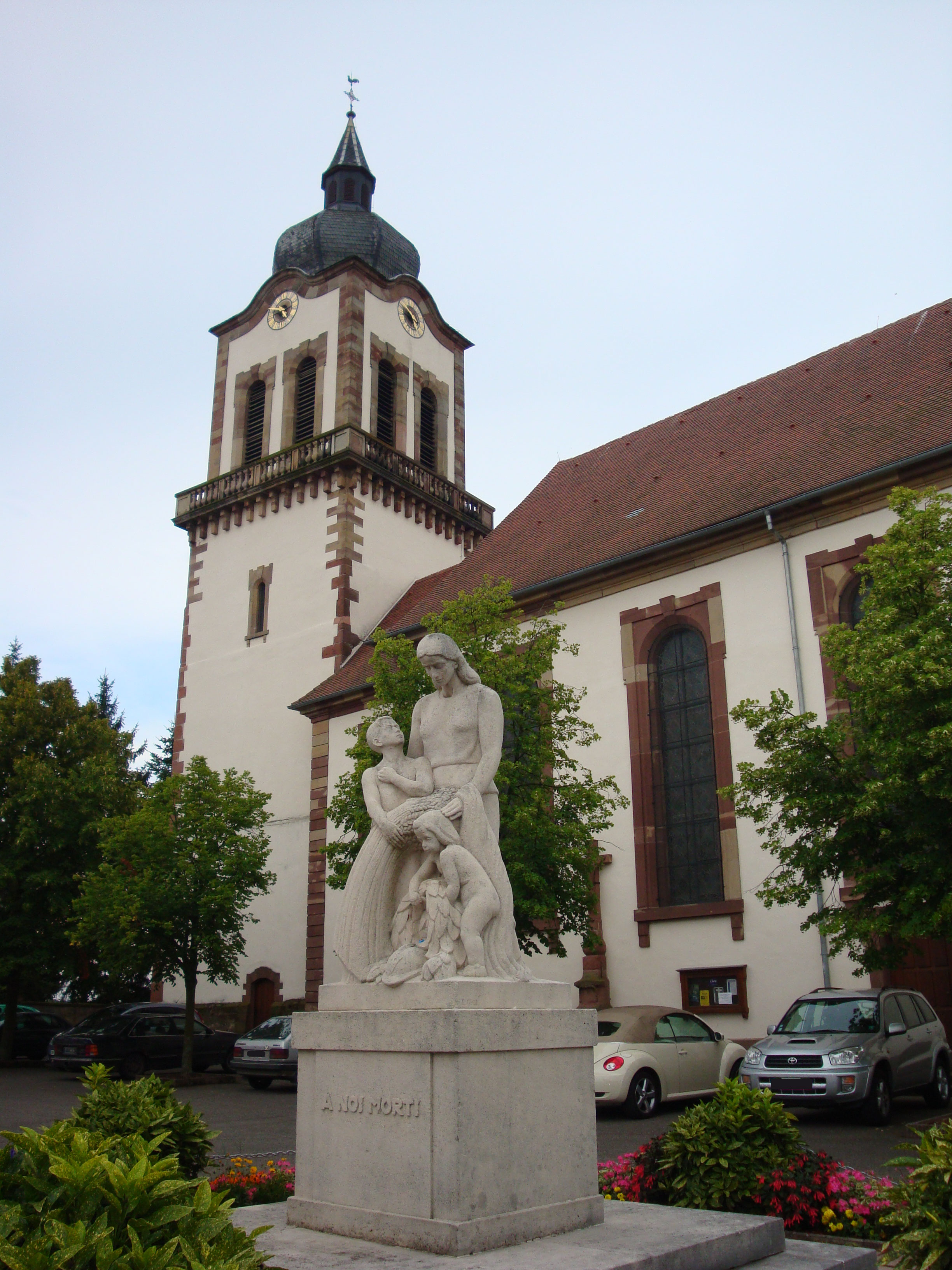
Церковь
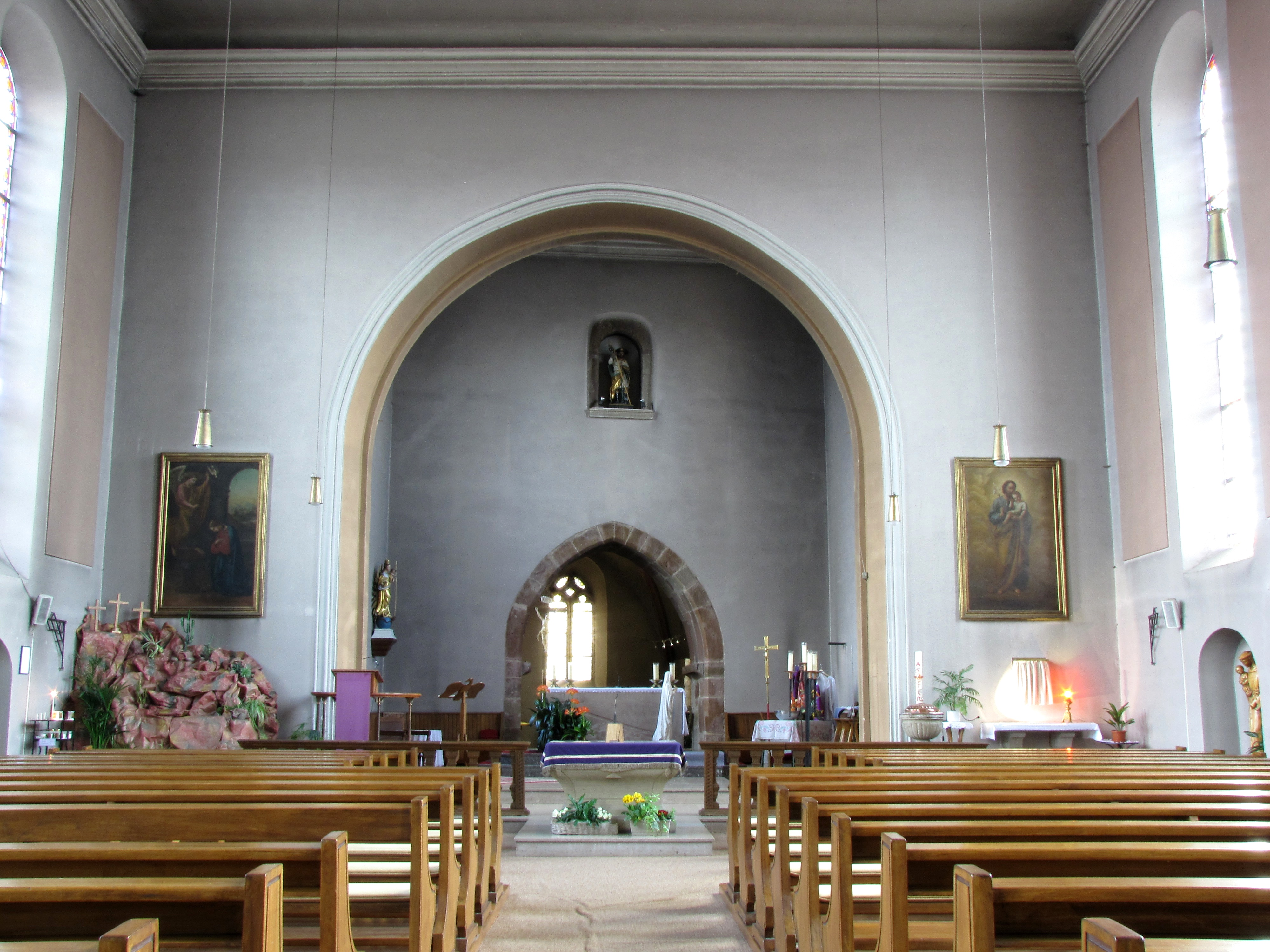
Интерьер
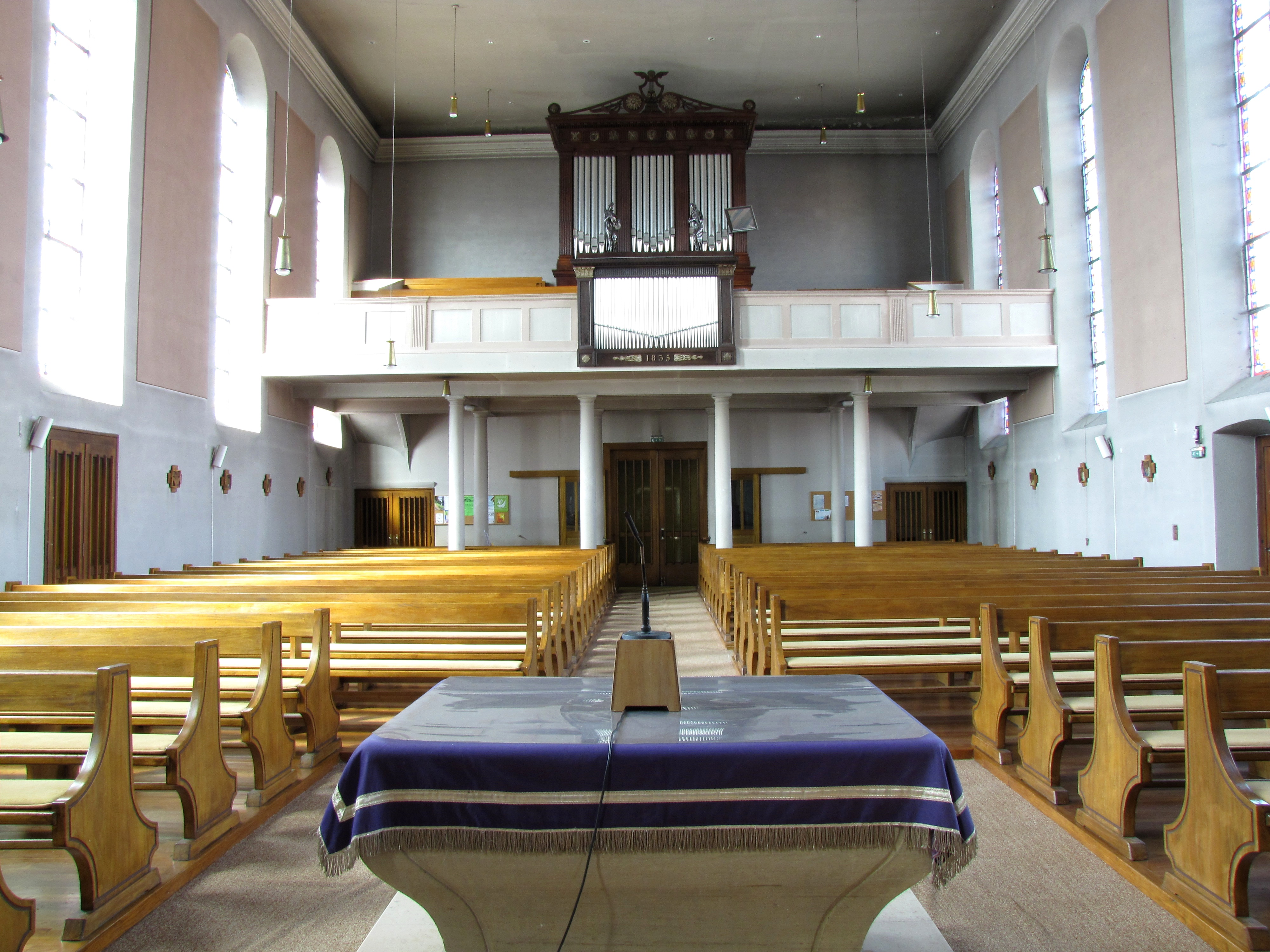
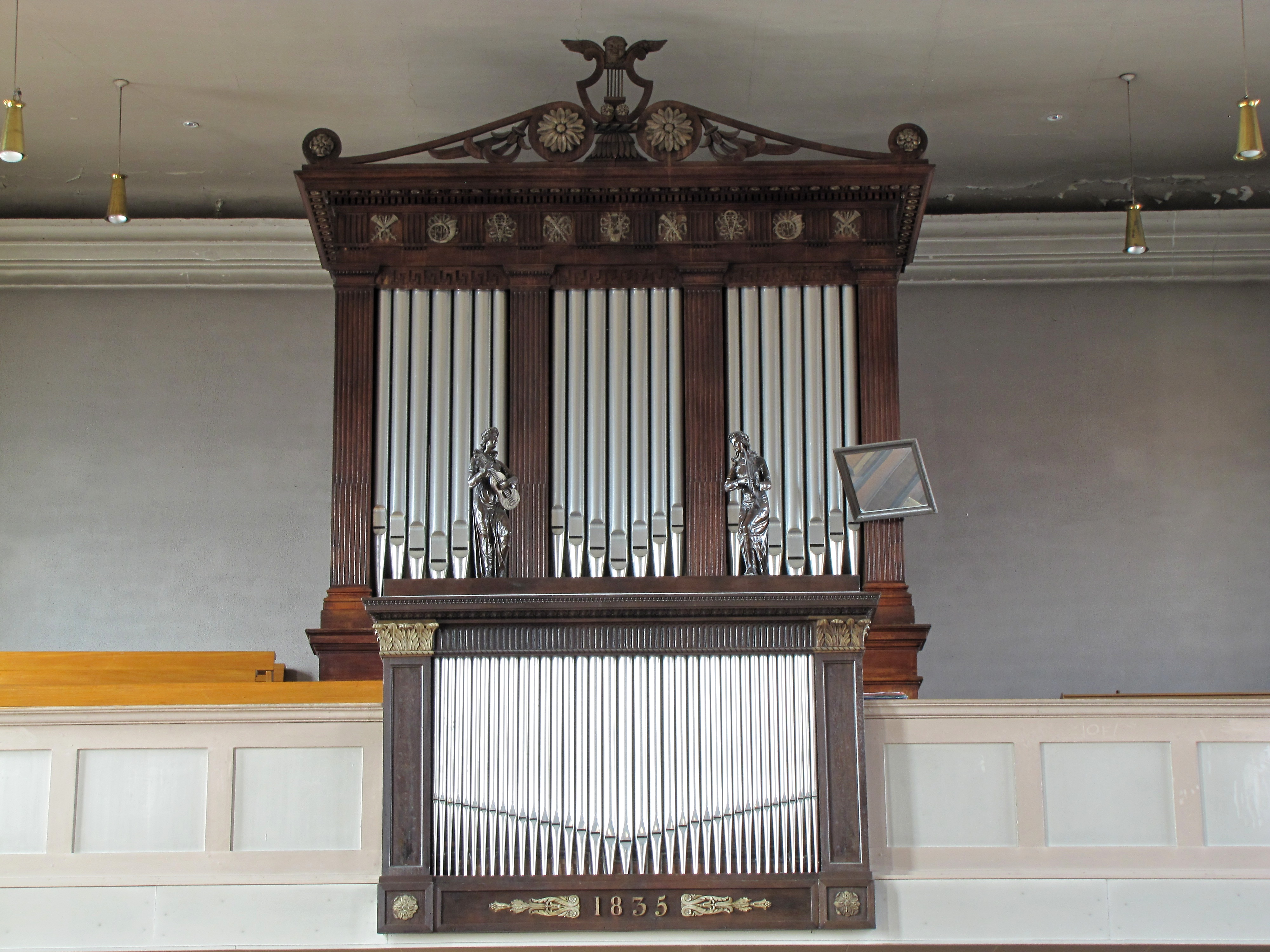
Орган
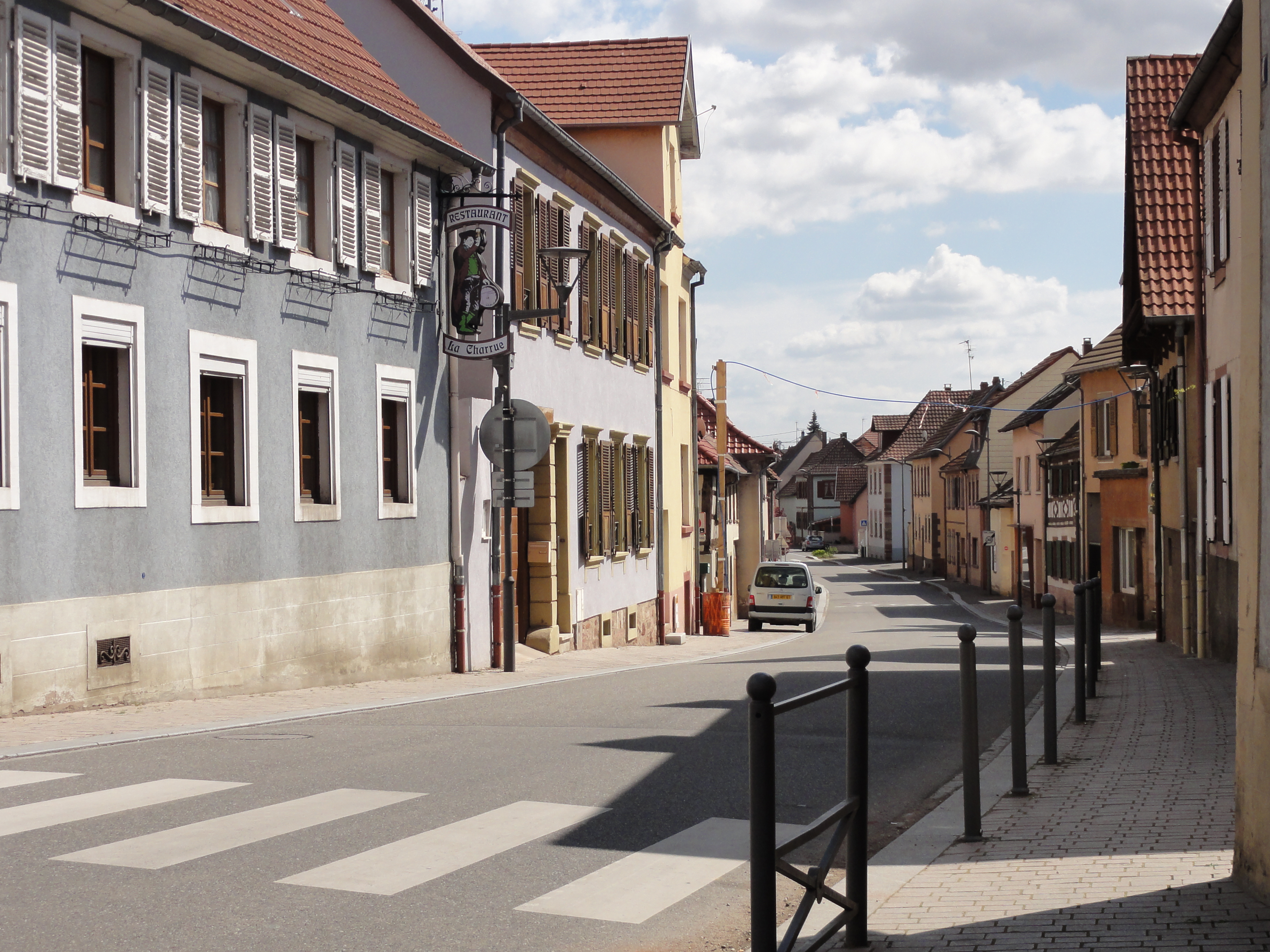
Улица в сторону Страсбурга
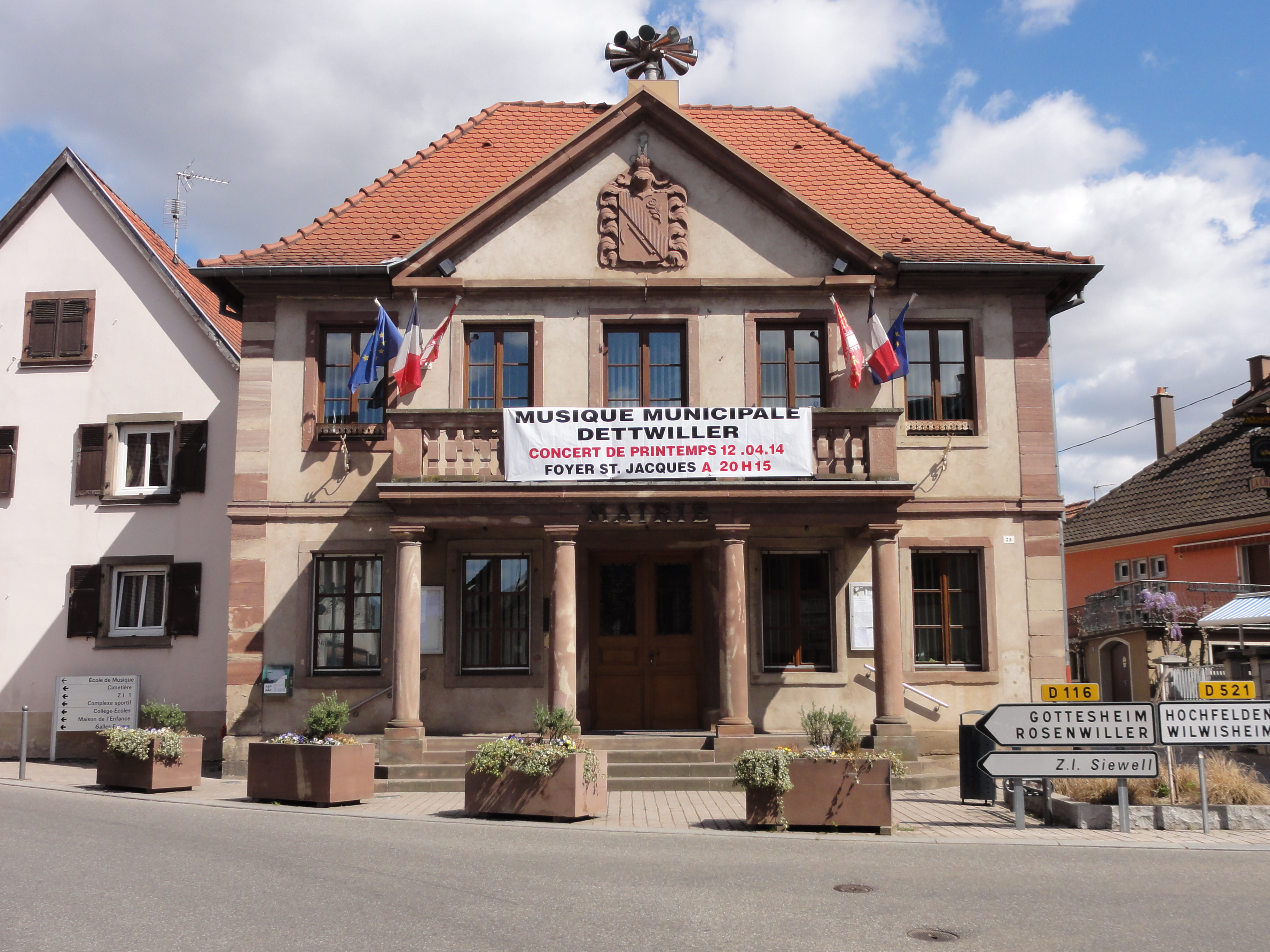
Здание мэрии
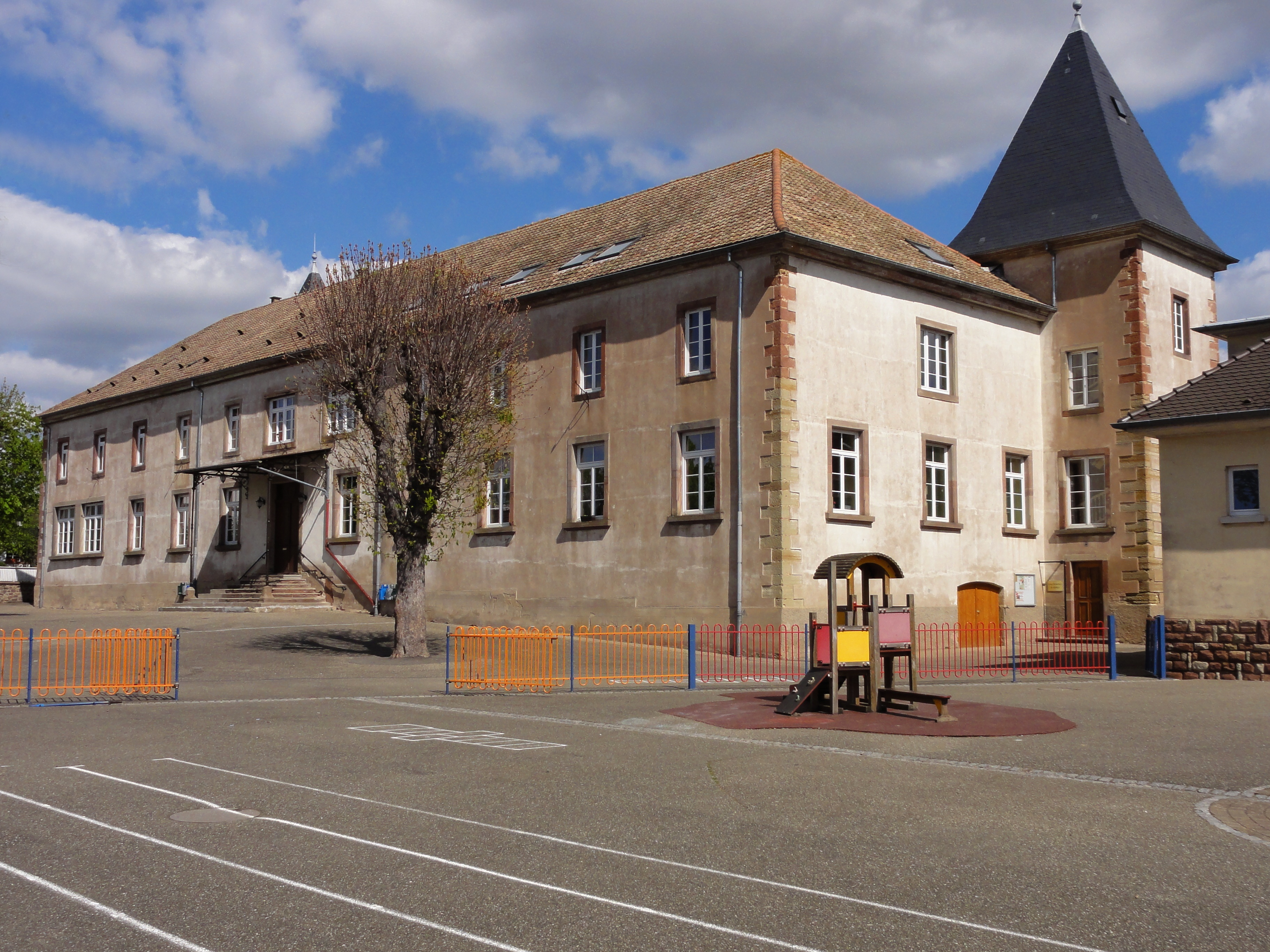
Шато